# 우편형 DVD 배달
우편형 DVD 배달(DVD-by-mail)은 이메일을 수단으로 DVD, 블루레이, 비디오 게임, 비디오 CD 등을 대여하는 서비스이다. 일반적으로 대여자와 대여사 간 모든 의사소통은 회사 홈페이지에서 이루어진다.

## 같이 보기
- 현금 자동 입출금기
- 블루레이
- DVD
- HD DVD
- 비디오 CD
- VHS